# Quintela de Leirado (parroquia)
Quintela de Leirado (llamada oficialmente San Paulo de Quintela de Leirado) es una parroquia y un lugar del municipio español de Quintela de Leirado, en la provincia de Orense, Galicia.

## Toponimia
La parroquia también es conocida por los nombres de San Pablo de Quintela de Leirado y San Paulo de Quintela.

## Organización territorial
La parroquia está formada por una entidad de población:
- Quintela (Quintela de Leirado)

## Demografía
Gráfica demográfica del lugar y parroquia de Quintela de Leirado según el INE español:
| Gráfica de evolución demográfica de Quintela de Leirado entre 2000 y 2023 |
|                                                                           |
| Datos según el nomenclátor publicado por el INE.                          |